# Klooster Eberbach

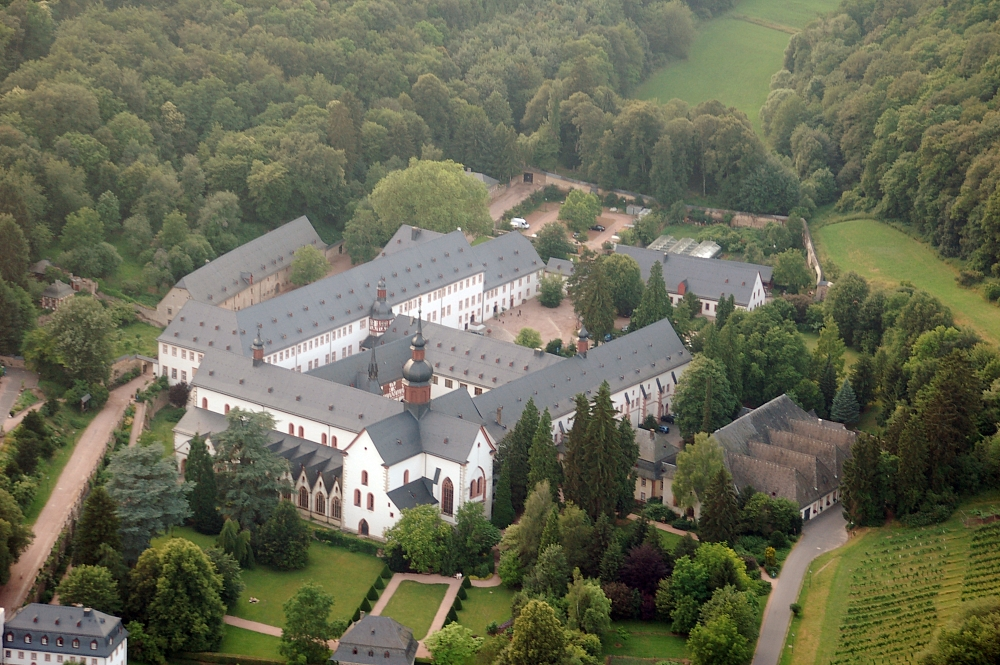
Klooster Eberbach, 2006

Klooster Eberbach (Duits: Kloster Eberbach) is een voormalig cisterciënzer klooster in de buurt van Eltville am Rhein. Het complex met zijn Romaanse en vroeg-gotische gebouwen behoort tot de belangrijkste monumenten van Europa.
Het is een van de locaties van het Rheingau Musik Festival, een internationaal muziekfestival voor klassieke muziek.
In de Middeleeuwen had Eberbach de grootste wijngaarden van Europa met 300 ha.
In de winter van 1985-1986 werden hier de binnenopnamen van The Name of the Rose (1986) gemaakt.